# 欧巴涅
欧巴涅（法語：Aubagne，法語發音：[obaɲ]），法国东南部城市，普罗旺斯-阿尔卑斯-蓝色海岸大区罗讷河口省的一个市镇，隶属于马赛区，其市镇面积为54.9平方公里，2022年1月1日时人口数量为47,724人，在法国城市中排名第143位。
欧巴涅位于罗讷河口省东南部，距离马赛市区以东大约12公里，是一个区域性的中心城市和交通枢纽，有两条高速公路在此交汇。欧巴涅是法国外籍兵团的所在地，该市拥有法国唯一的免费向公众开放的有轨电车系统。法国游泳运动员阿兰·贝尔纳出生于此地。

## 地名来源

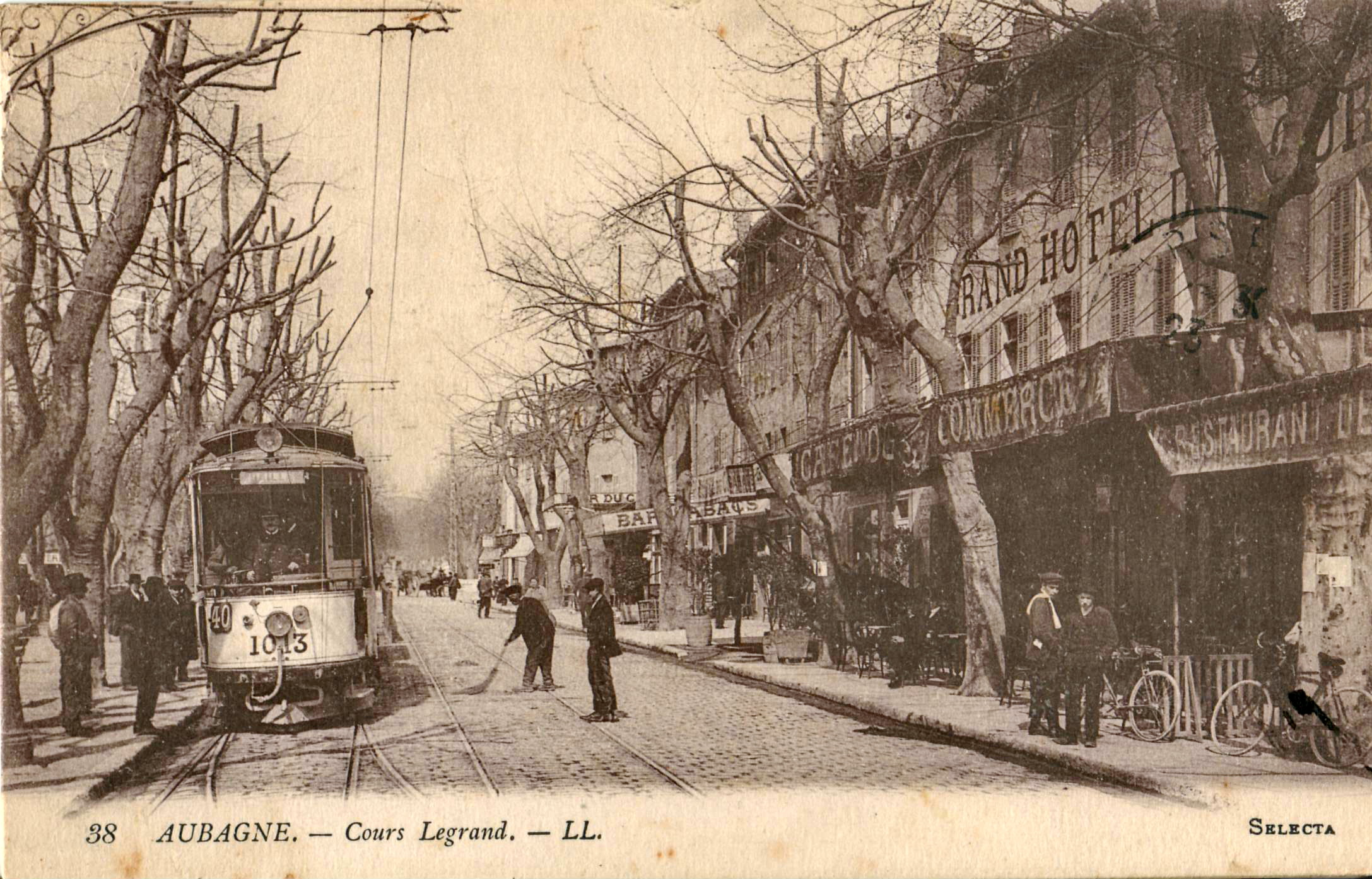
20世纪初的欧巴涅

“欧巴涅”一名的来源尚不清楚，法国语言和历史学家阿尔贝·多扎认为该名称来源于古罗马时期的；而宗教学家让-皮埃尔·帕蓬则认为该名称来源于，拉丁语意为“温泉附近”，与当地的自然环境有关。

## 历史
欧巴涅位于一处山间谷地中，西侧直通马赛，历史上是重要的军事要地。中世纪中期，欧巴涅所在的普罗旺斯曾被神圣罗马帝国吞并，当地出现了军事城堡，附近逐渐形成村落。公元14世纪时，欧巴涅成为一个附近领主的土地。中世纪末，欧巴涅城市扩张，形成了“上城”和“下城”两个部分。16至18世纪间，欧巴涅发生了多次战乱及黑死病疫情，对当地人民的生活造成了严重的影响。法国大革命后，欧巴涅成为罗讷河口省的一个市镇，彼时，欧巴涅的人口数量约6,000。工业革命时期，随着铁路的贯通，欧巴涅成为马赛附近重要的工业区，因生产普罗旺斯人偶玩具而闻名。二战后，欧巴涅成为马赛东部卫星城，市区人口快速增加。1962年阿尔及利亚独立后，法国外籍兵团及其第一步兵团迁至欧巴涅。

## 地理

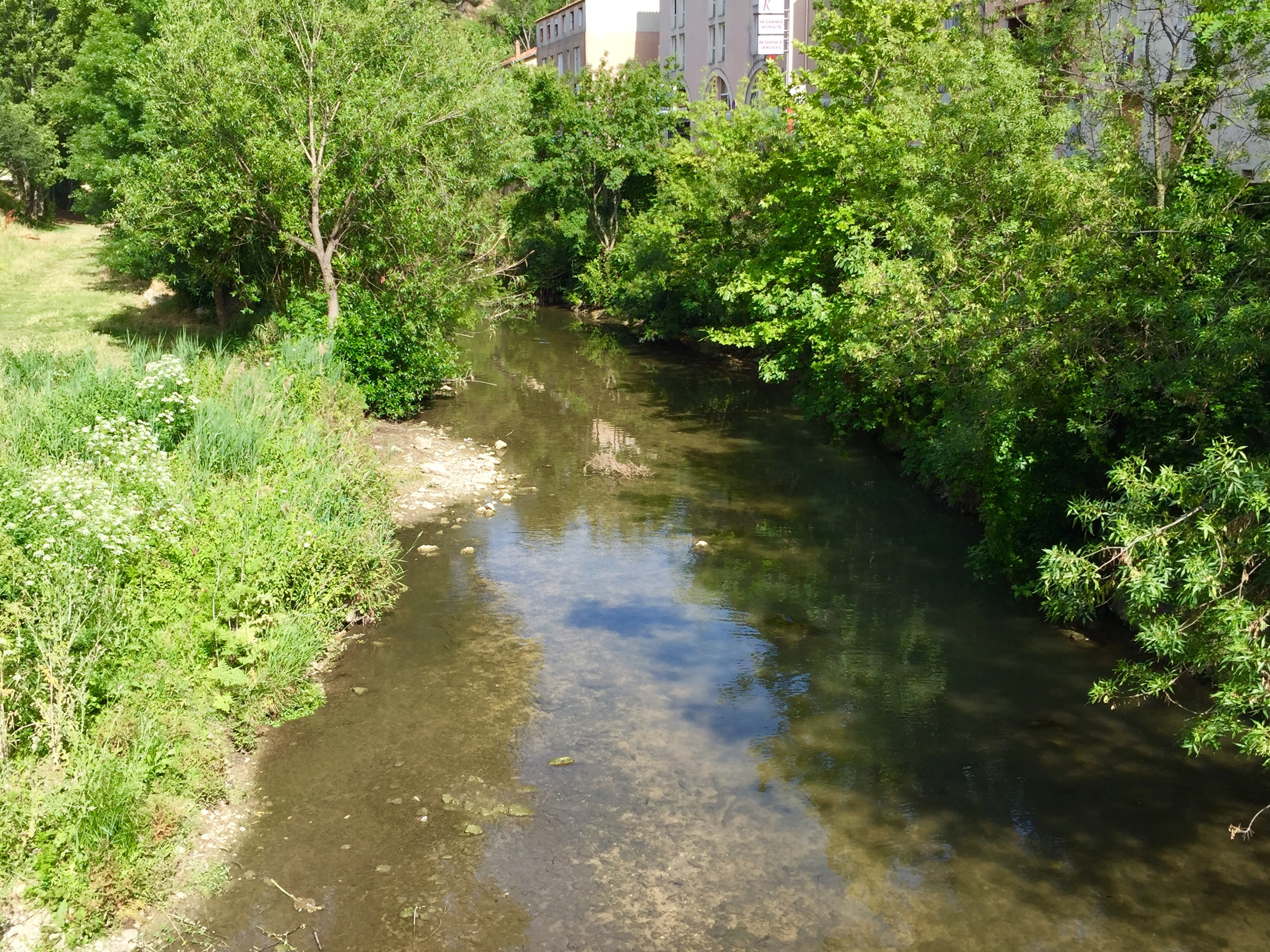
于沃讷河欧巴涅段

欧巴涅位于法国东南部，普罗旺斯-阿尔卑斯-蓝色海岸大区西南部和罗讷河口省东南部，距离省会马赛大约13公里。与欧巴涅接壤的市镇包括：阿洛、卡西、热姆诺斯、于沃讷河畔拉佩讷、罗克福尔-拉贝杜勒、罗克韦尔、普罗旺斯地区卡努、马赛。

### 地形
欧巴涅位于加尔拉邦山、圣博姆山和圣西尔山交汇处的一处山间谷地中，境内以丘陵为主，市区整体地势平坦，全境海拔在74到701米之间。

### 水文
于沃讷河自东向西流经欧巴涅市区，其老城区位于河流左岸，该河独立入海。

### 植被
欧巴涅属于亚热带常绿硬叶林区，让·穆兰公园（Parc Jean-Moulin）是市区内的主要绿地公园，林地则广泛分布于南北两侧的山地上。

### 气候
欧巴涅在柯本气候分类法中属于地中海气候。
欧巴涅境内设有气象站，以下为该气象站的数据（其中日照数据取自马赛）：
| 欧巴涅1981年－2019年 | 欧巴涅1981年－2019年 | 欧巴涅1981年－2019年 | 欧巴涅1981年－2019年 | 欧巴涅1981年－2019年 | 欧巴涅1981年－2019年 | 欧巴涅1981年－2019年 | 欧巴涅1981年－2019年 | 欧巴涅1981年－2019年 | 欧巴涅1981年－2019年 | 欧巴涅1981年－2019年 | 欧巴涅1981年－2019年 | 欧巴涅1981年－2019年 | 欧巴涅1981年－2019年 |
| 月份                 | 1月                  | 2月                  | 3月                  | 4月                  | 5月                  | 6月                  | 7月                  | 8月                  | 9月                  | 10月                 | 11月                 | 12月                 | 全年                 |
| -------------------- | -------------------- | -------------------- | -------------------- | -------------------- | -------------------- | -------------------- | -------------------- | -------------------- | -------------------- | -------------------- | -------------------- | -------------------- | -------------------- |
| 历史最高温 °C（°F）  | 21.7 (71.1)          | 23.4 (74.1)          | 25.7 (78.3)          | 29 (84)              | 34.9 (94.8)          | 39.8 (103.6)         | 40.2 (104.4)         | 40.9 (105.6)         | 34.9 (94.8)          | 31.5 (88.7)          | 24.8 (76.6)          | 21.6 (70.9)          | 40.9 (105.6)         |
| 平均高温 °C（°F）    | 12.9 (55.2)          | 14 (57)              | 17 (63)              | 19.2 (66.6)          | 24.1 (75.4)          | 28.1 (82.6)          | 31.1 (88.0)          | 31 (88)              | 26 (79)              | 21.5 (70.7)          | 16.1 (61.0)          | 13 (55)              | 21.2 (70.2)          |
| 日均气温 °C（°F）    | 7.4 (45.3)           | 8.1 (46.6)           | 10.7 (51.3)          | 13 (55)              | 17.4 (63.3)          | 21.1 (70.0)          | 23.8 (74.8)          | 23.8 (74.8)          | 19.6 (67.3)          | 16 (61)              | 10.8 (51.4)          | 7.9 (46.2)           | 15 (59)              |
| 平均低温 °C（°F）    | 1.9 (35.4)           | 2.2 (36.0)           | 4.4 (39.9)           | 6.8 (44.2)           | 10.7 (51.3)          | 14 (57)              | 16.5 (61.7)          | 16.6 (61.9)          | 13.1 (55.6)          | 10.4 (50.7)          | 5.6 (42.1)           | 2.8 (37.0)           | 8.8 (47.8)           |
| 历史最低温 °C（°F）  | −7.7 (18.1)          | −11.1 (12.0)         | −7.6 (18.3)          | −2.1 (28.2)          | 1.6 (34.9)           | 5.5 (41.9)           | 7.2 (45.0)           | 8.9 (48.0)           | 4.3 (39.7)           | −3.3 (26.1)          | −7.7 (18.1)          | −8.8 (16.2)          | −11.1 (12.0)         |
| 平均降水量 mm（）    | 66.8 (2.63)          | 35.3 (1.39)          | 30.5 (1.20)          | 58.5 (2.30)          | 41.9 (1.65)          | 27.3 (1.07)          | 8.5 (0.33)           | 20.9 (0.82)          | 81.6 (3.21)          | 91.4 (3.60)          | 73.7 (2.90)          | 64.5 (2.54)          | 600.9 (23.66)        |
| 月均日照時數         | 145.1                | 173.7                | 238.7                | 244.5                | 292.9                | 333.4                | 369.1                | 327.4                | 258.6                | 187.1                | 152.5                | 134.9                | 2,857.9              |
| 来源：infoclimat.fr  |                      |                      |                      |                      |                      |                      |                      |                      |                      |                      |                      |                      |                      |

## 行政区划
欧巴涅是法国普罗旺斯-阿尔卑斯-蓝色海岸大区罗讷河口省的一个市镇，编号为13005。欧巴涅隶属于马赛区，管理欧巴涅县，同时也是艾克斯-马赛都会区的组成部分。
欧巴涅市镇被划为11个街区，并实行街区自治制度。
法国国家统计与经济研究所（简称）在进行数据统计时，将欧巴涅和另外48个市镇划入马赛城市核心区，并将包括核心区在内的周边共90个市镇划为马赛城市区。同时，还将欧巴涅市镇分为了20个“块区”（IRIS），以便于统计人口分布情况。

## 交通

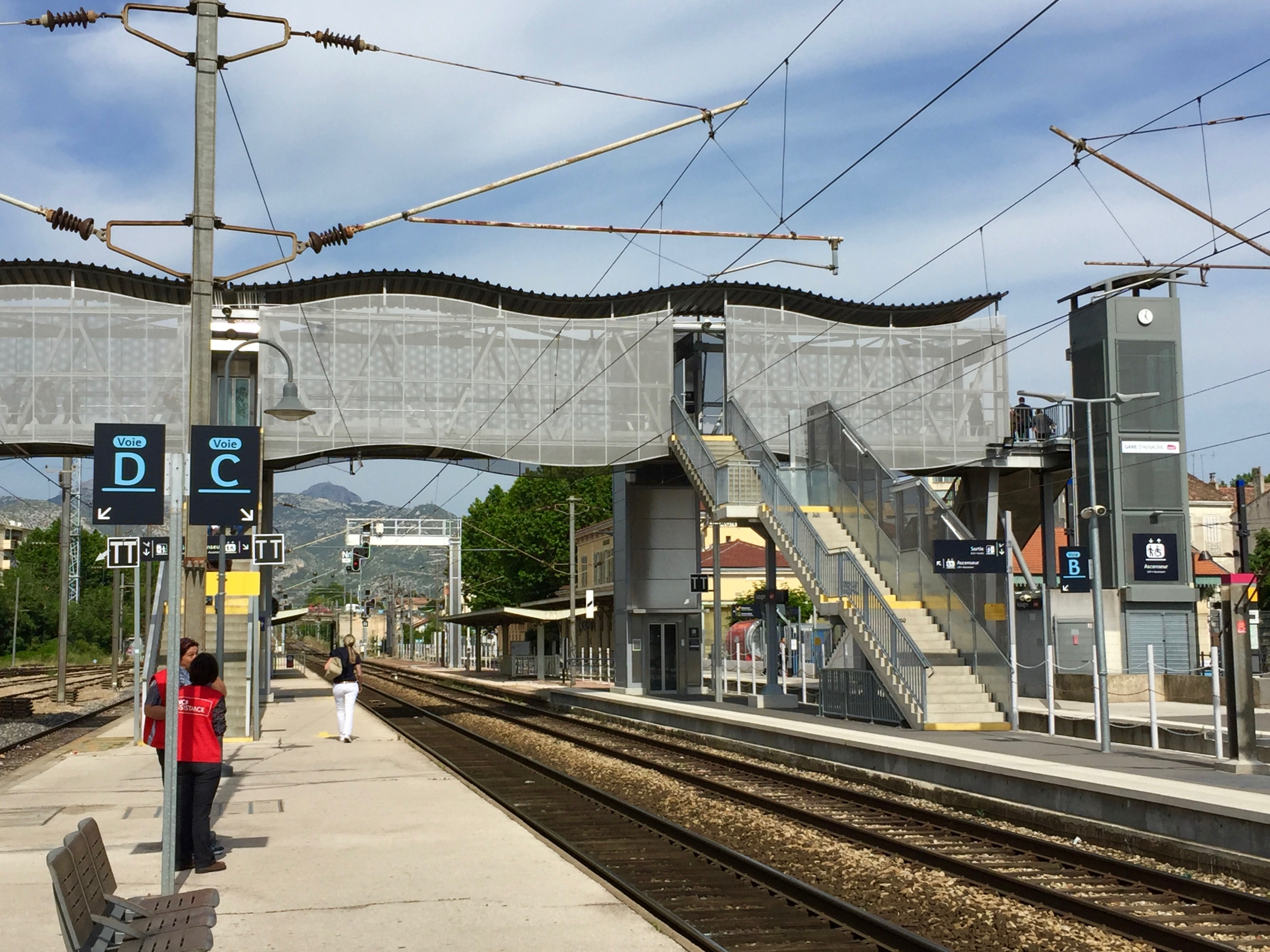
欧巴涅火车站的站台

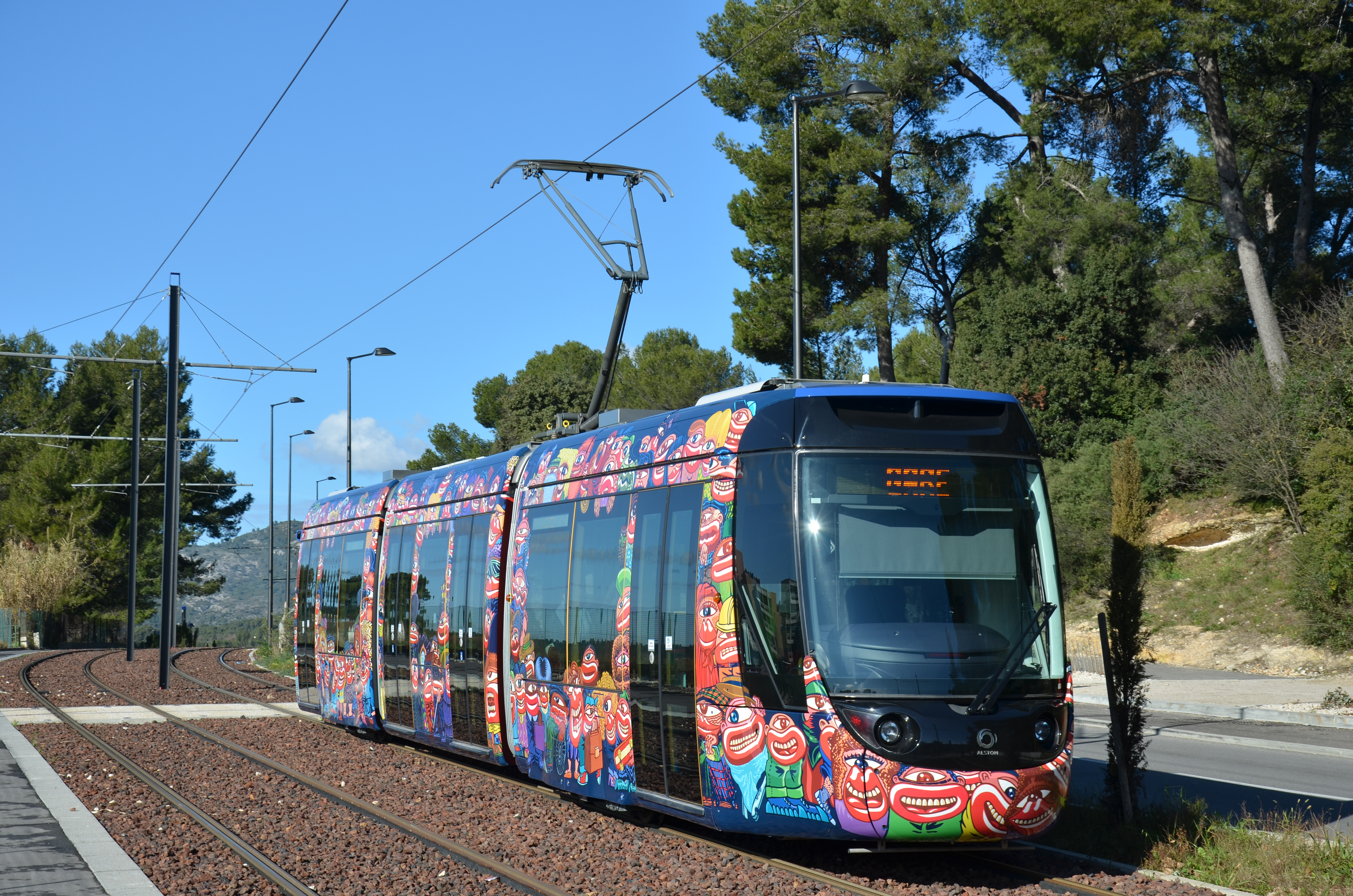
欧巴涅有轨电车

### 公路
法国A50和A52两条高速公路在欧巴涅境内交汇，另有两条支线经过境内。此外多条罗讷河口省省道在欧巴涅境内交汇，普罗旺斯-阿尔卑斯-蓝色海岸大区下属的城际客运提供巴士线路，可前往马赛市中心以及周边部分市镇。
2017年，74.9%的欧巴涅家庭拥有至少一辆的私人汽车。2018年，欧巴涅境内共发生各类交通事故115起，造成3人遇难，167人受伤。

### 铁路
欧巴涅位于马赛－文蒂米利亚铁路上。欧巴涅站位于市区中部，停靠往返于马赛和土伦一线的区域列车。

### 航空
欧巴涅境内有一处直升机机场。
距离欧巴涅最近的民用航空站为马赛普罗旺斯机场，距离欧巴涅市中心的公路里程约32公里。

### 城市公共交通
欧巴涅城市公共交通（商业名称为，2018年后成为都会交通网的一部分）是当地的城市公共交通系统，免费向公众开放。截至2020年11月，该系统共包括1条有轨电车线路和近三十条公交线路，路网覆盖了欧巴涅市区内的主要街道和居民区。
欧巴涅有轨电车开通于2014年，全长2.8公里，是法国唯一一个完全免费向公众开放的有轨电车系统，欧巴涅也是法国人口最少的拥有有轨电车的城市。

## 政治

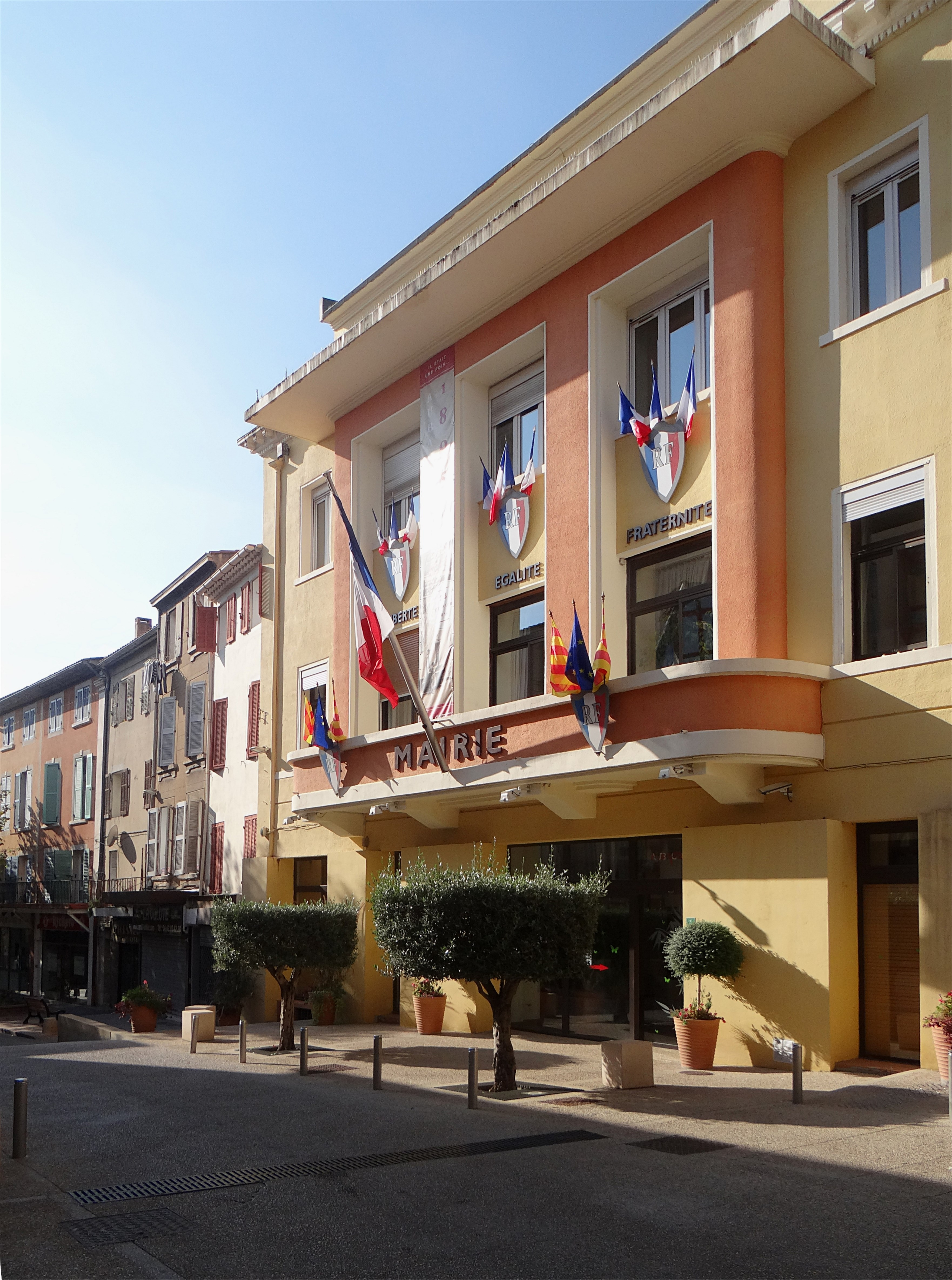
欧巴涅市政厅

欧巴涅的现任市长为热拉尔·加泽先生（Gérard Gazay），他是共和党的一名成员，在2020年的市政选举中获得了48.03%的支持率。
在2017年的法国总统大选中，法国第25任总统埃马纽埃尔·马克龙在欧巴涅获得了54.22%的支持率。
| 欧巴涅历届市长 |                 |               |
| 任期           | 市长            | 党派          |
| 1945年－1953年 | 马里奥·克雷斯普 | PCF法国共产党 |
| 1953年－1959年 | 马里于斯·布瓦耶 | 無黨籍        |
| 1959年－1965年 | 伊夫·舒凯       | 無黨籍        |
| 1965年－1987年 | 埃德蒙·加尔桑   | PCF法国共产党 |
| 1987年－2001年 | 让·塔尔迪托     | PCF法国共产党 |
| 2001年－2014年 | 达尼埃尔·方丹   | PCF法国共产党 |
| 2014年－       | 热拉尔·加泽     | LR共和黨      |

## 人口
2017年，欧巴涅市镇人口数量为46,209，在法国排名第143位。其中男性21,950人，女性24,259人，75岁及以上人口占8.9%，外籍人口数量为10,433人，人口密度为842人/平方公里，当地居民被称为（男性）或（女性）。2018年，欧巴涅境内出生509人，死亡人口509人。
| 年份   | 1936   | 1946   | 1954   | 1962   | 1968   | 1975   | 1982   | 1990   | 1999   | 2006   | 2011   | 2016   | 2017   |
| ------ | ------ | ------ | ------ | ------ | ------ | ------ | ------ | ------ | ------ | ------ | ------ | ------ | ------ |
| 人口數 | 13,949 | 16,061 | 17,639 | 21,211 | 27,938 | 33,595 | 38,561 | 41,100 | 42,588 | 44,682 | 45,800 | 45,290 | 46,209 |

## 经济
欧巴涅是一个区域性的中心城市，当地共有各类用人单位9,524家，其中98.43%为中小型企业（PME），平均历史为14年，行政、医疗及社会服务是当地的主要就业岗位类型。

## 财政收入
2018年，欧巴涅的财政收入总额为73,664,800欧元，财政支出总额为74,588,600欧元，当年的债务总额为154,695,000欧元。
2015年，欧巴涅的人均收入总额为2,582欧元，其中高职人员为4,177欧元，普通职员为1,860欧元。
2017年，欧巴涅境内的青壮年（15至64岁）失业率为14.9%，当地41.9%的家庭拥有纳税资格。

## 社会事务

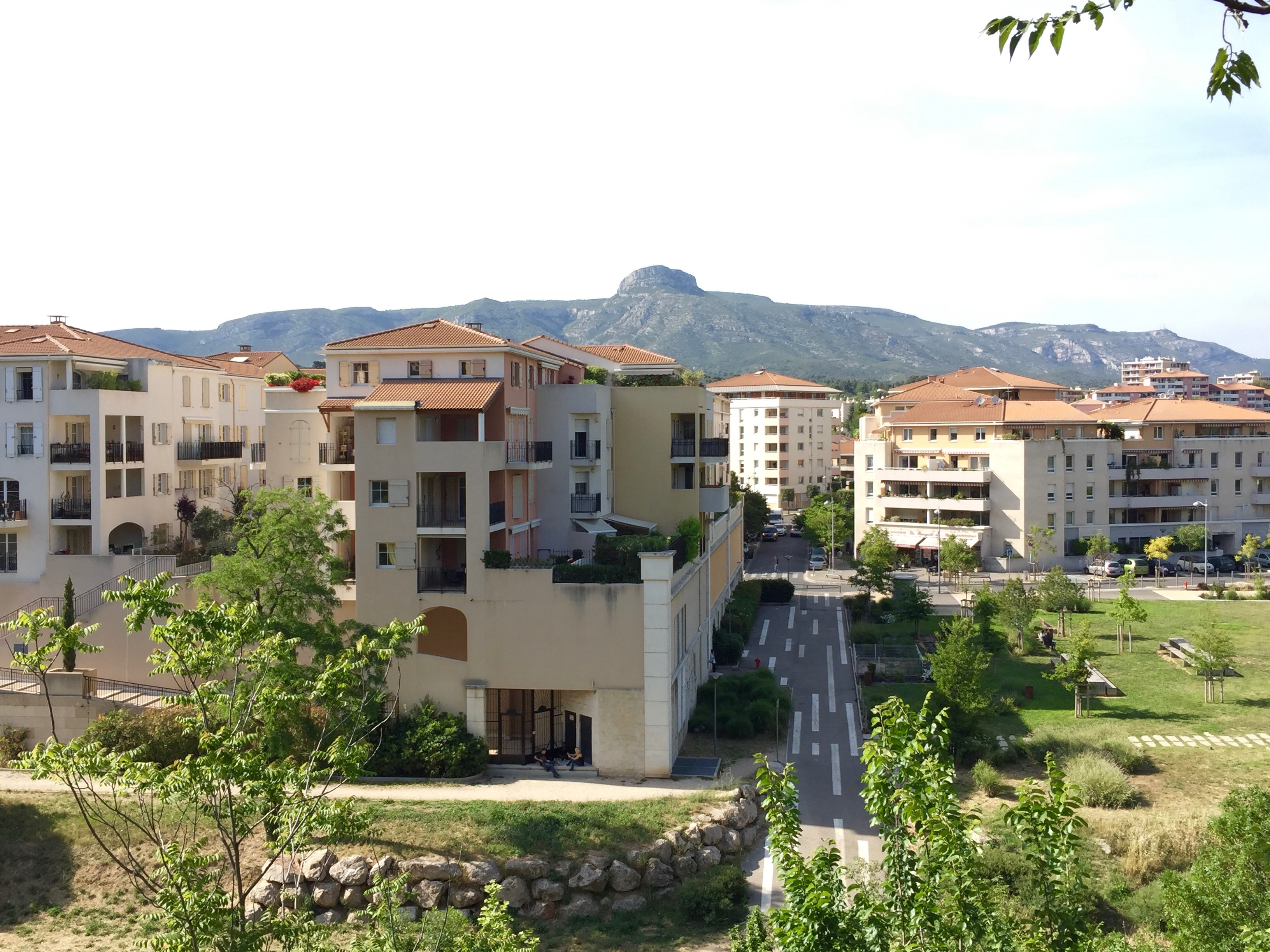
欧巴涅境内的居民区

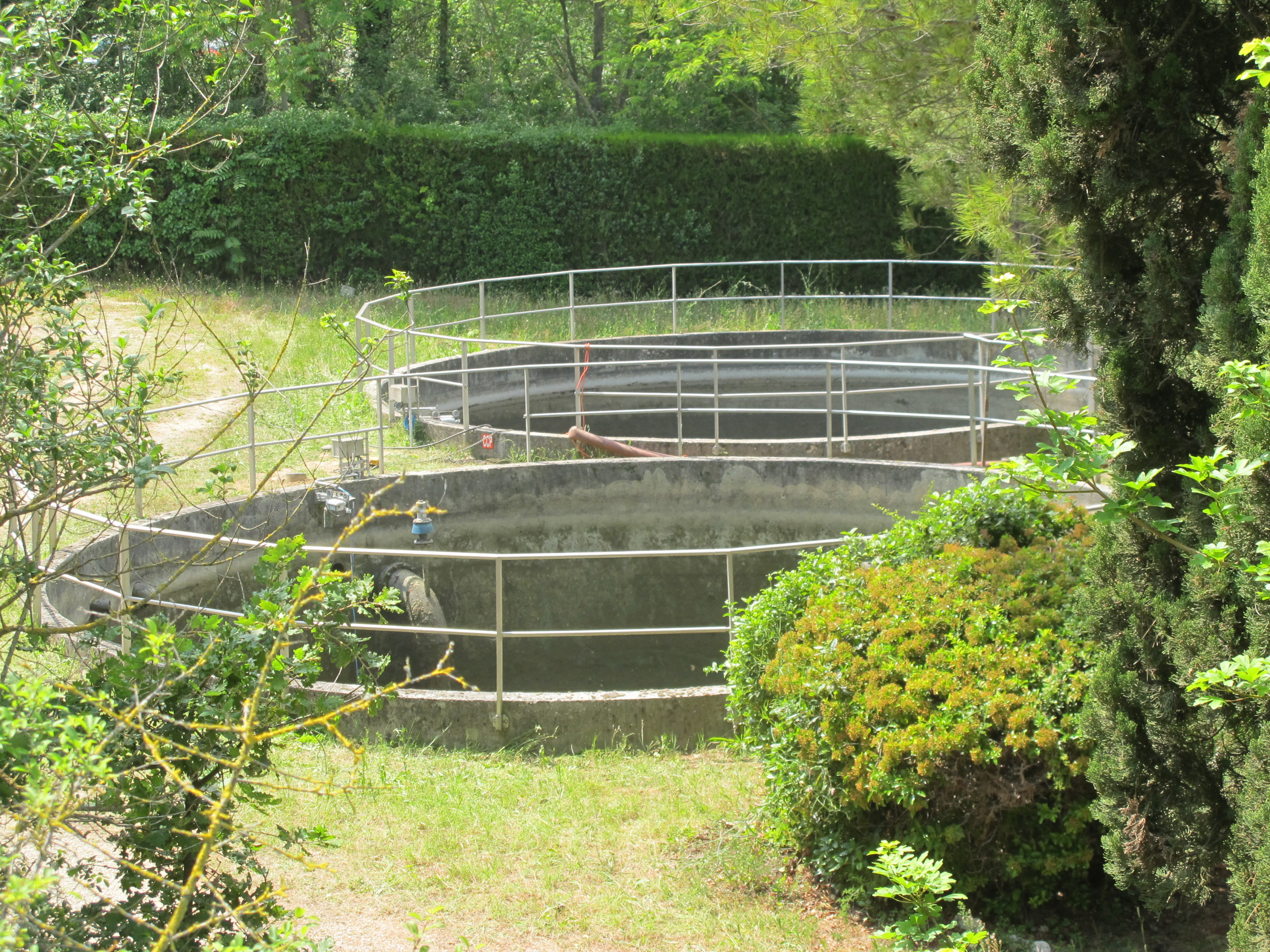
欧巴涅境内的一处污水处理站

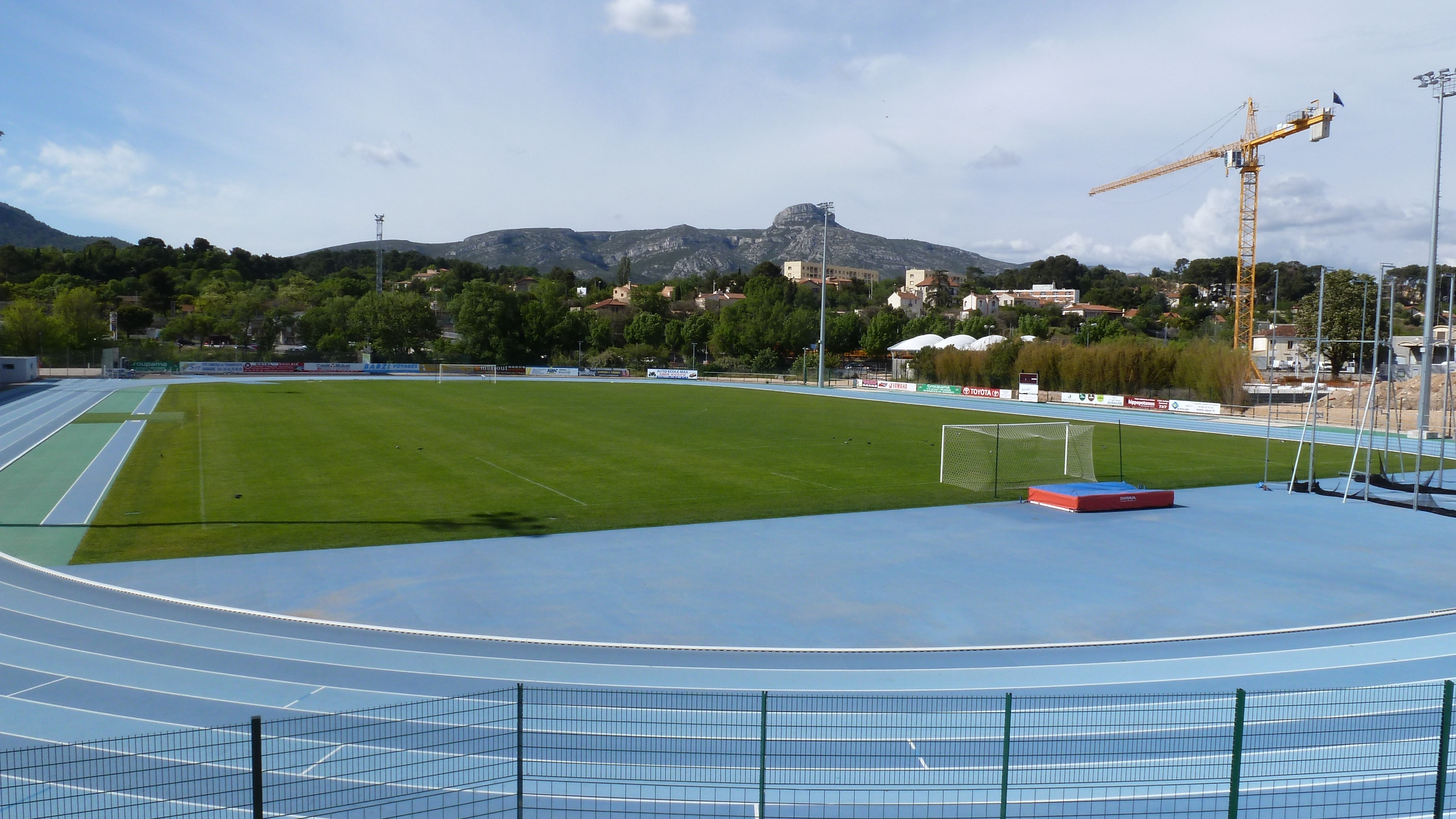
拉特尔·德·塔西尼球场

### 教育
欧巴涅属于艾克斯-马赛学区。截止2019年1月1日，欧巴涅境内共有15所幼儿园、16所小学、5所初级中学、2所普通高中和1所职业高中。2018至2019学年度，欧巴涅境内共有在校中等教育阶段学生4,169名。
在高等教育方面，艾克斯-马赛大学在欧巴涅设有一个分校区，其下属的影像专业在此授课。

### 医疗
截止2019年1月1日，欧巴涅境内共有全科医生89名、保健师121名、牙医47名、护士140名、耳科医生4名、眼科医生9名、皮肤科医生4名、助产士10名、儿科医生6名和妇科医生11名。境内共有药房19家、养老院9家、残疾人帮扶中心10家。
欧巴涅中心医院，全名为“埃德蒙·加尔桑中心医院”（Centre hospitalier Edmond Garcin），是法国的一个区域性医疗机构，其主病区位于欧巴涅市区，设有床位337个，是当地规模最大的公立综合性医院。

### 住房
2017年，欧巴涅境内共有各类住房21,493套，其中39%为独立式居民区，60.5%为集中式居民区。常住房屋占欧巴涅市镇范围内居民建筑总量的90.8%。

### 商业
2018年，欧巴涅境内共有各类实体商铺1,708家，其中餐厅211家、大型超市13家、杂货店20家、面包房43家、肉铺26家、书店11家、装饰品店27家、银行门店22家、美容美发店104家、汽车维修店127家。市区东部建有大型开放式商业街区。

### 体育
2019年，欧巴涅境内共有2家游泳池、5间体育馆、2座综合体育场、16处网球场、3处马术场、8处足球或橄榄球场以及5处篮球或排球场。
欧巴涅体育俱乐部是当地的一支足球队，成立于1989年，2020至2021赛季参加法國全國乙組聯賽（法丁），其主场拉特尔·德·塔西尼球场是当地规模最大的公共体育设施之一。

### 环境
欧巴涅的环境事务由其所属的公共社区负责。2018年，欧巴涅境内共有5家污染企业。

### 治安
2018年，欧巴涅市镇范围内共有1处派出所和1处宪兵队。
2014年，欧巴涅及附近地区共发生各类案件4,322起，其中盗窃类案件2,751起，经济类案件262起，毒品交易类案件309起。

## 文化
2019年，欧巴涅境内共有1家剧场、2家电影院、1家博物馆和1家音乐厅。欧巴涅市政府提供多媒体中心，向公众全年开放。
自2001年起，欧巴涅每年举办电影节。

### 建筑
欧巴涅境内有多处法国国家文物保护单位，其中外籍兵团博物馆、欧巴涅白兄会小教堂等为当地的代表性建筑物。

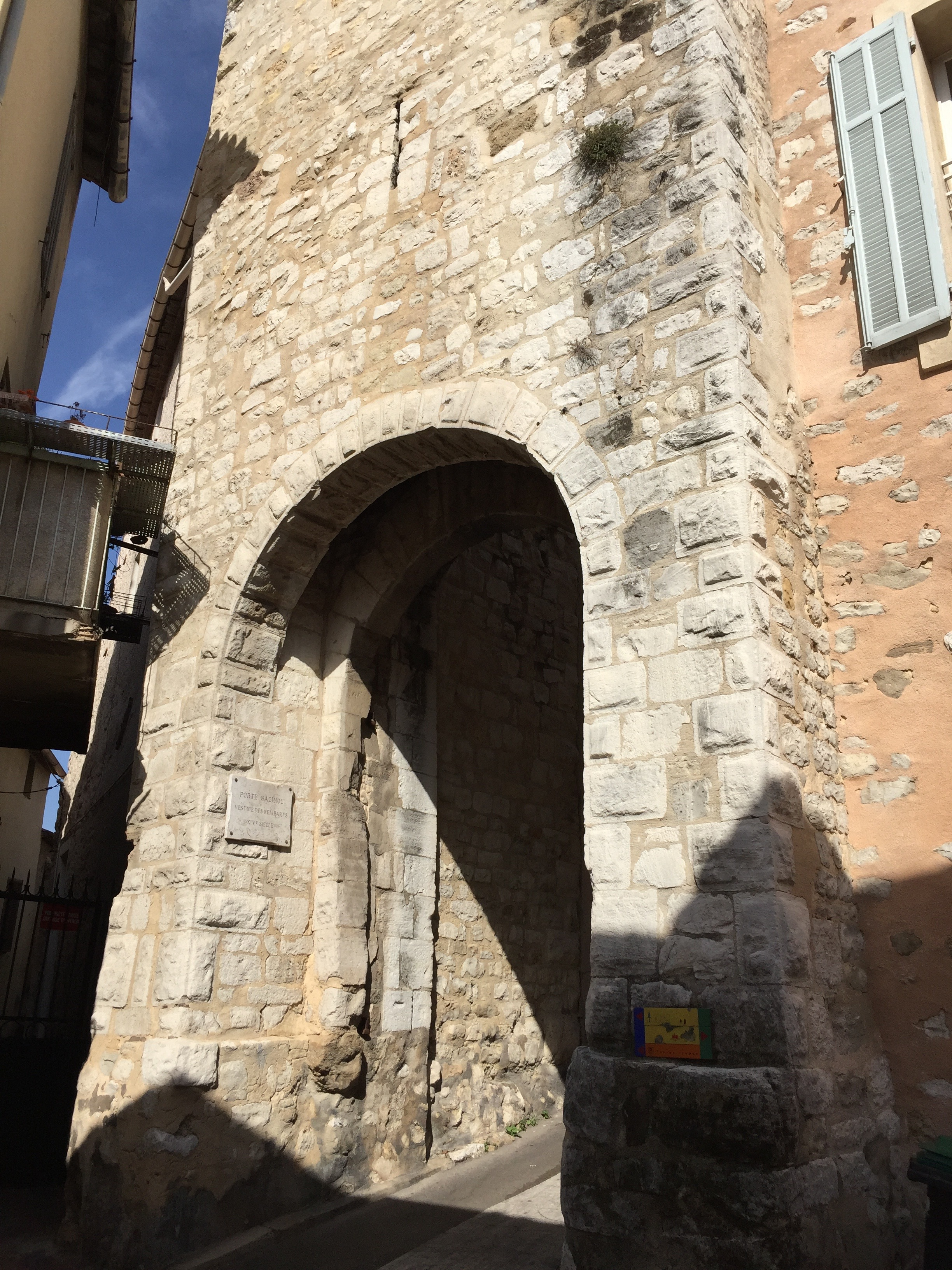
加希尤城门
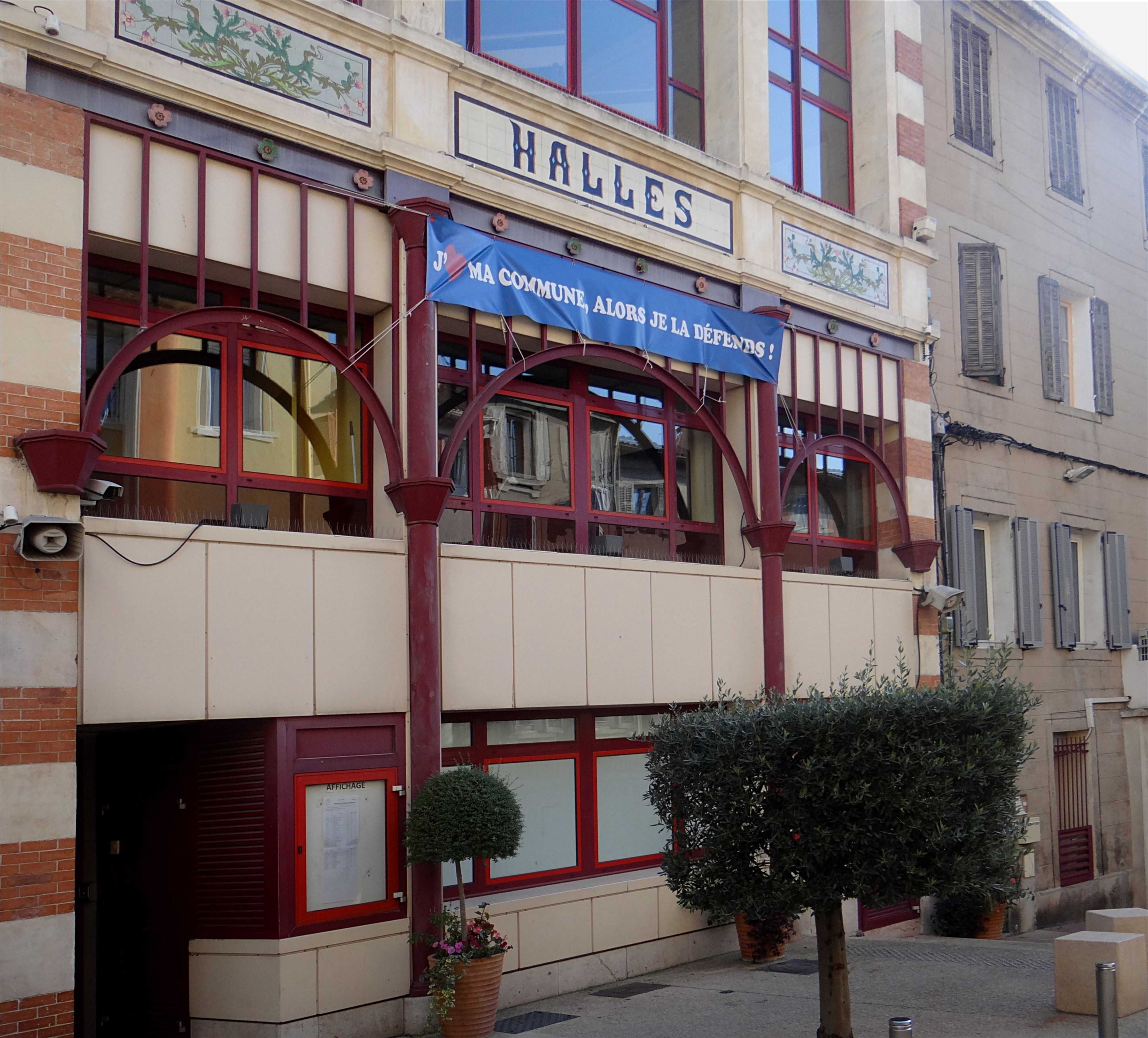
欧巴涅集市
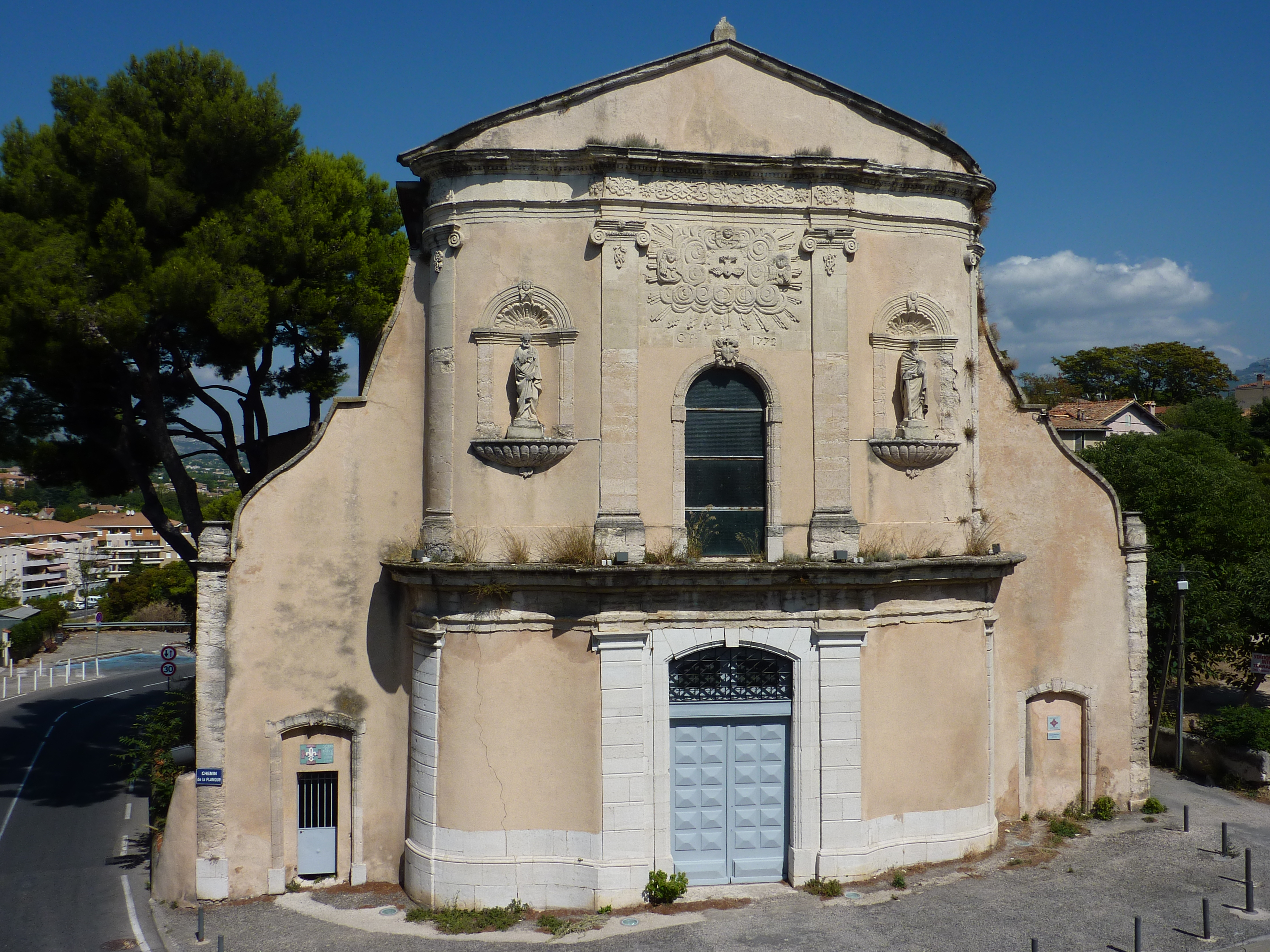
欧巴涅白兄会小教堂（法语：Chapelle des Pénitents blancs d'Aubagne）
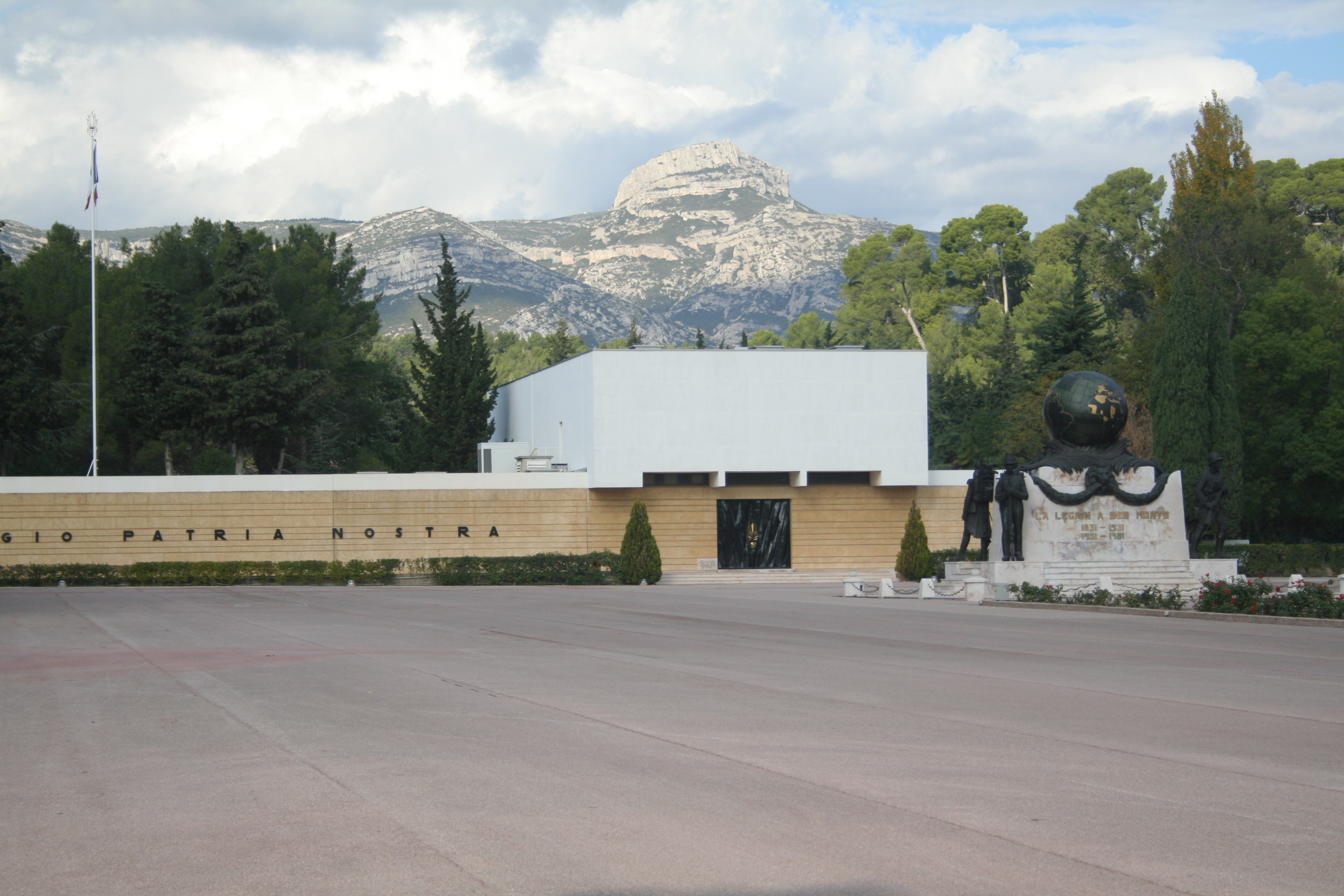
外籍兵团博物馆（法语：Musée de la Légion étrangère）
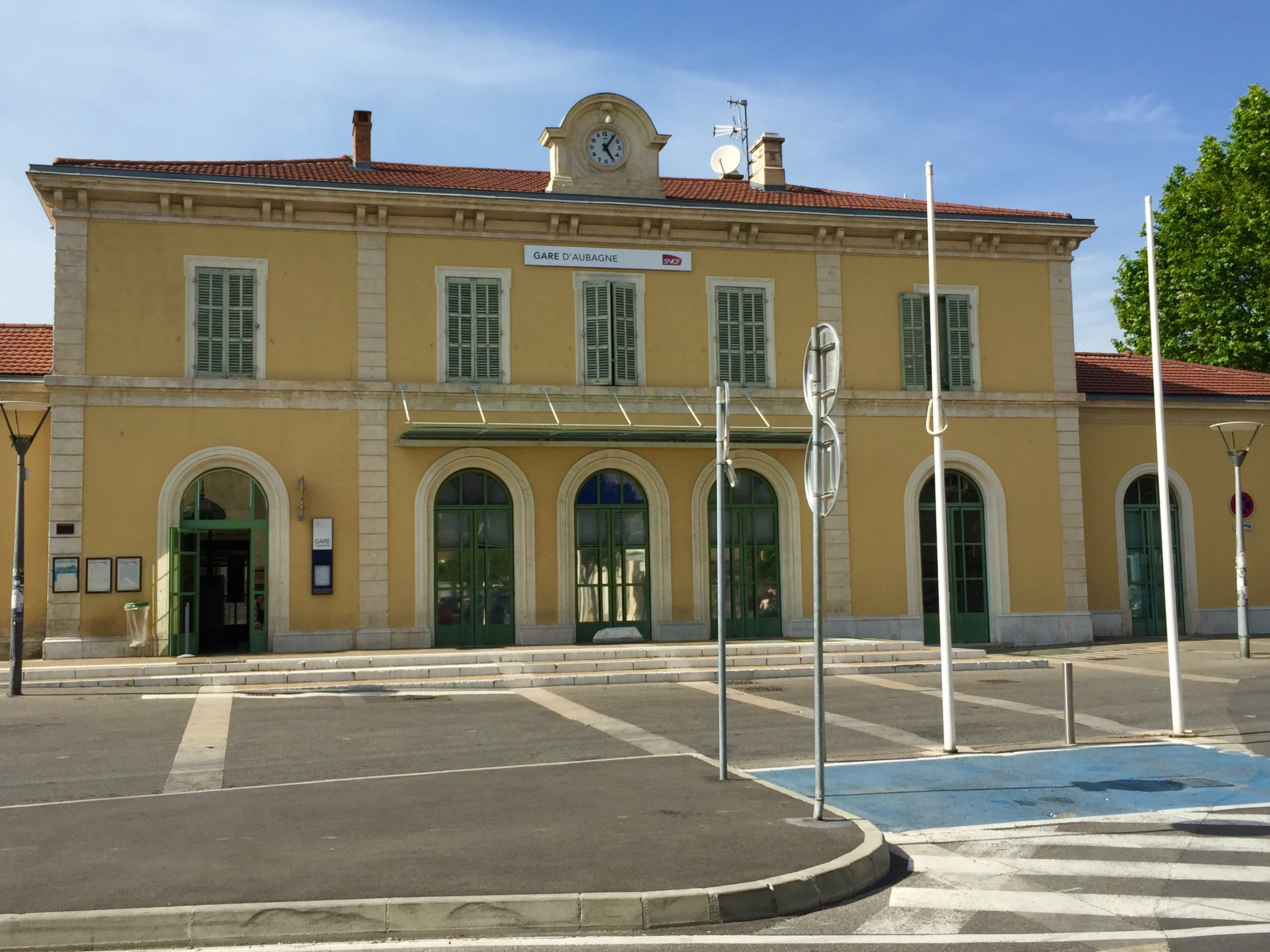
欧巴涅火车站的主站房

### 旅游
欧巴涅的旅游事务由其所属的公共社区负责。2020年，欧巴涅境内共有5家宾馆共计288间房间；另有1个露营地，可容纳共66辆露营车。

### 媒体
法国主要的媒体均可在欧巴涅接收，法国电视三台下属的普罗旺斯-阿尔卑斯-蓝色海岸大区频道在部分时段播出欧巴涅所属区域的地方新闻。

## 相关人物
法国语言学家弗朗索瓦-于尔班·多梅尔格、作家馬瑟·巴紐和游泳运动员阿兰·贝尔纳出生于欧巴涅。

## 友好城市
截至2020年11月，欧巴涅共与一座城市互为友好城市关系：
- 西班牙 阿尔亨托纳